# Танатоза
Танатоза или привидна смрт је вид антипредаторског механизма код животиња. Улазак у стање тоничне непокретности животињи обезбеђује опстанак, али и погодну заштиту од нежељеног партнера за парење. Као феномен за изучавање појављује се у записима из 17. века, а до данас је предмет интересовања зоолога, физиолога и етолога. Бележи се у различитим животињским групама, од инсеката, гмизаваца до многих птица и сисара попут зечева. Претпоставља се да је танатоза присутна у далеко већем броју таксона него што је то тренутно описано.

## Подтипови танатозе
Процес уласка у непокретно стање категорише се на различите начине, кроз сложеност (у зависности од сложености организма), редослед догађаја, али и кроз узрок:
- избегавање предатора, најчешћи тип танатозе, објашњава се показаном чињеницом да предатори избегавају угинули плен због могућих последица конзумације истог. Поједине животиње имају и могућност коришћења одбрамбених жлезди, те уз непокретност одашиљу и хемијске сигнале. Предатор након неког времена инспекције плена губи интересовање;
- избегавање парења, које користе јединке које су се већ париле или које избегавају партнера који се показује као неадекватан путем визуелних и хемијских сигнала;
- избегавање сексуалног канибализма, описано код богомољки, код којих женка прождире партнера након парења;
- заваравање плена, тактита коју користе многе рибе које насељавају дна водених станишта, како би лакше дошле до плена који пролази поред њих не слутећи опасност.
- избегавање агресивног понашања код врста које живе у уређеним заједницама, попут мрава који ову тактику користе уколико се нађу у колонији која није њихова.[4]